# Уткін Юрій Володимирович
Уткін Юрій Володимирович (нар. 3 серпня 1990, м. Харків) — український лижник, біатлоніст. Майстер спорту міжнародного класу з лижних перегонів. Заслужений майстер спорту України. Багаторазовий переможець та призер Чемпіонатів та Кубків світу з біатлону та лижних перегонів. Дворазовий чемпіон світу (2017 рік) Німеччина
Учасник зимових Паралімпійських ігор 2010 у Ванкувері, Канада.
Срібний призер зимових Паралімпійських ігор 2014 у Сочі, Росія з лижних перегонів (естафета).. 
Чемпіон та бронзовий призер зимових Паралімпійських ігор 2018 у Пхьончхані, Південна Корея.

## Біографія
Уткін Юрій Володимирович народився 3 серпня 1990 року в місті Харків. Інвалідність по зору отримав з дитинства (з народження). Навчався у школі-інтернаті № 12 для дітей з ослабленим зором м. Харкова, яку успішно закінчив 2009 року. У тому ж році поступив на І курс до Харківської зооветеринарної академії.

## Спортивна кар'єра
Юрій Уткін почав займатися лижними гонками та біатлоном з 2003 року, ще під час навчання у школі.
З 2007 року спортсмен є членом паралімпійської збірної України з лижних перегонів і біатлону. 
Він брав участь у кубку світу 2009 року з лижних гонок та біатлону м. Сьюсьоен (Норвегія). На тих змаганнях він зайняв 9 місце з біатлону. Також Юрій є фіналістом чемпіонату світу 2009 року у м. Вуокатті (Фінляндія), зайнявши 8 місце з  лижних перегонів і біатлону.
Уткін Юрій Володимирович має ІІ розряд з біатлону. Брав участь у зимовій Паралімпіаді у Ванкувері (Канада) у складі Національної паралімпійської збірної України, кандидат у майстри спорту України.
Юрій Уткін здобув «срібло» в естафеті та дві «бронзи» у біатлоні за результатами участі в Кубку світу 2012 року. 2013 року на Чемпіонаті світу у м. Солефтео (Швеція) він отримав «срібло» в естафеті (змішаний клас). Також спортсмен є срібним і бронзовим призером фіналу Кубку світу 2013 року.
На змаганнях у м. Вуокатті (Фінляндія) у січні 2014 року зайняв 4-е місце з біатлону (коротка дистанція 7,5 км), лижня гонки (середня дистанція) та біатлон гонка переслідування; 6-е місце з лижних гонок на коротку дистанцію.

## Медалі зимових Паралімпійських ігор

### Зимові Паралімпійські ігри 2014(Сочі,Росія)
| Місце          | Дисципліна              |
| -------------- | ----------------------- |
| Лижні перегони |                         |
| Срібло         | Естафета 2,5х4 км, мікс |

### Зимові Паралімпійські ігри 2018(Пхьончхан,Південна Корея)

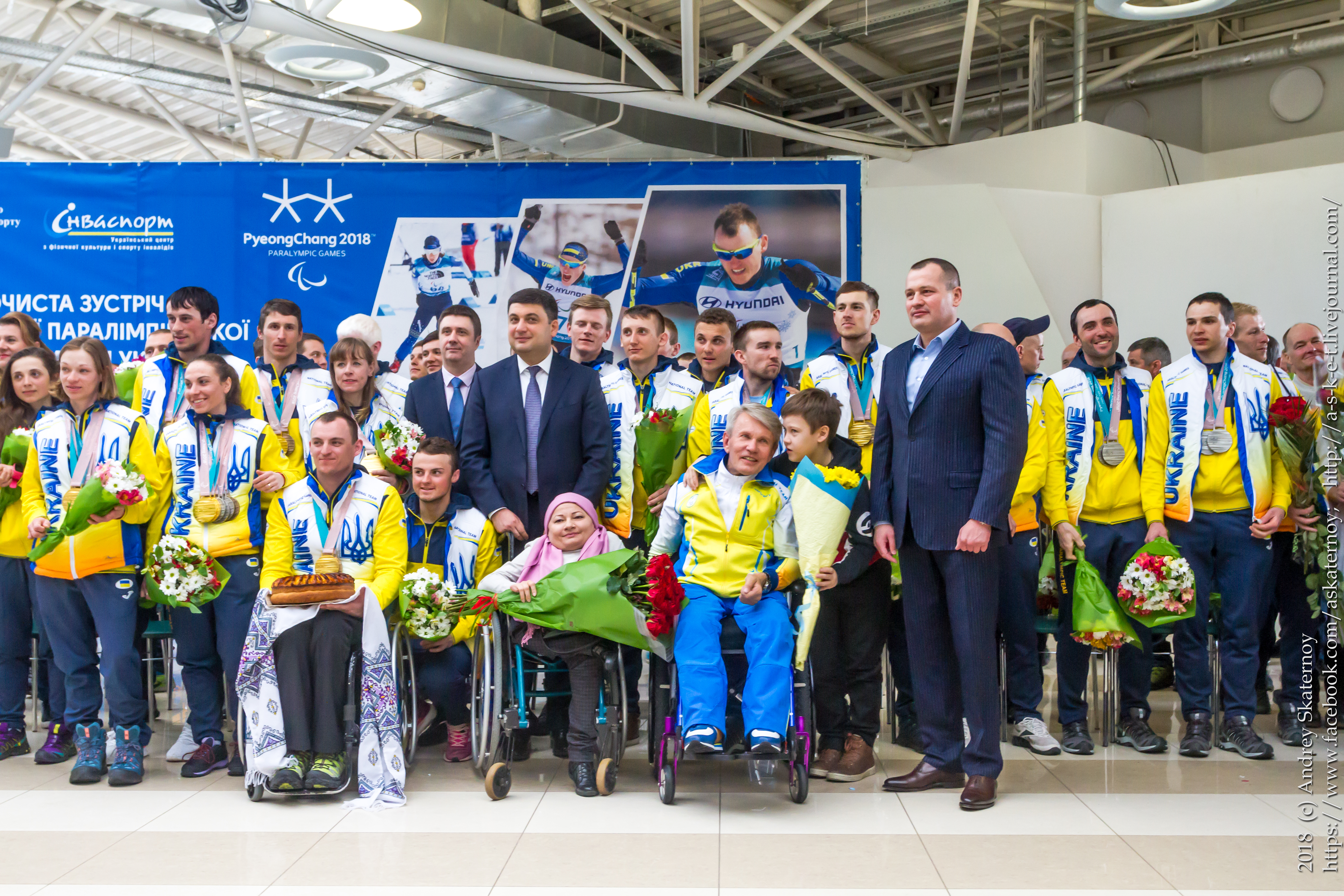
Зустріч української команди паралімпійців після успішного виступу на зимових Паралімпійських іграх 2018 у Київі, Україна.

| Місце          | Дисципліна              |
| -------------- | ----------------------- |
| Біатлон        |                         |
| Бронза         | 12,5 км, з вадами зору  |
| Лижні перегони |                         |
| Золото         | Естафета 2,5х4 км, мікс |

## Державні нагороди
- Орден «За заслуги» III ст. (29 березня 2018) — За значний особистий внесок у розвиток паралімпійського руху, підготовку спортсменів міжнародного класу, забезпечення високих спортивних результатів національною паралімпійською збірною командою України на XII зимових Паралімпійських іграх 2018 року[4]